# 哈里博莫
哈里博莫（法語：Haribomo），是馬里的城鎮，位於該國北部，由通布圖區的古馬拉魯省負責管轄，面積3,500平方公里，海拔高度244米，2009年人口7,389，人口密度每平方公里2.1人。